# Laurel (Nova York)
Laurel és una concentració de població designada pel cens dels Estats Units a l'estat de Nova York. Segons el cens del 2000 tenia 1.188 habitants.

## Demografia
Segons el cens del 2000, Laurel tenia 1.188 habitants, 452 habitatges, i 343 famílies. La densitat de població era de 136,9 habitants per km².
Dels 452 habitatges en un 30,5% hi vivien nens de menys de 18 anys, en un 64,4% hi vivien parelles casades, en un 8,4% dones solteres, i en un 24,1% no eren unitats familiars. En el 21,2% dels habitatges hi vivien persones soles el 13,5% de les quals corresponia a persones de 65 anys o més que vivien soles. El nombre mitjà de persones vivint en cada habitatge era de 2,61 i el nombre mitjà de persones que vivien en cada família era de 3,03.
Per edats la població es repartia de la següent manera: un 23,2% tenia menys de 18 anys, un 6,9% entre 18 i 24, un 25,8% entre 25 i 44, un 25% de 45 a 60 i un 19% 65 anys o més.
L'edat mediana era de 41 anys. Per cada 100 dones de 18 o més anys hi havia 97,4 homes.
La renda mediana per habitatge era de 57.639 $ i la renda mediana per família de 67.000 $. Els homes tenien una renda mediana de 48.409 $ mentre que les dones 33.750 $. La renda per capita de la població era de 26.903 $. Entorn del 2,4% de les famílies i el 4% de la població estaven per davall del llindar de pobresa.